# Western Colorado University
Die Western Colorado University ist eine staatliche Universität in Gunnison im US-Bundesstaat Colorado. An der Hochschule sind etwa 2400 Studenten eingeschrieben. Sie ist ein sogenanntes Liberal Arts College.

## Geschichte
Die Ursprünge der Hochschule gehen auf die 1901 gegründete Colorado State Normal School for Children zurück. 1923 wurde sie in Western State College of Colorado umbenannt und 2012 in Western State Colorado University. 2018 erhielt sie ihren heutigen Namen. Seit 1968 sendet der hochschuleigene Radiosender 91.1 KWSB.

## Sport
Die Sportmannschaften der Western Colorado University sind die Mountaineers. Die Hochschule ist Mitglied der Rocky Mountain Athletic Conference.